# Night of Champions 2015
Night of Champions 2015 è stata la nona edizione dell'omonimo evento in pay-per-view prodotto annualmente dalla WWE. L'evento si è svolto il 20 settembre 2015 al Toyota Center di Houston (Texas).

## Storyline
A SummerSlam, Seth Rollins ha sconfitto John Cena per mantenere il WWE World Heavyweight Championship e vincere lo United States Championship. Nella puntata di Raw del 24 agosto l'Authority ha cercato di rappresentare Rollins con una statua per la sua vittoria ma invece Sting ha fatto il suo ritorno in WWE, per la prima volta dalla puntata di Raw dopo WrestleMania 31, per attaccare Rollins. Triple H ha poi annunciato che Rollins avrebbe difeso il titolo mondiale contro Sting a Night of Champions. Nella puntata di Raw del 31 agosto, Cena ha invocato la sua clausola di rivincita per affrontare Rollins per lo United States Championahip a Night of Champions.
A SummerSlam, Roman Reigns e Dean Ambrose hanno sconfitto Bray Wyatt e Luke Harper. Nella puntata di Raw del 24 agosto, durante il rematch tra i due team, Braun Strowman ha compiuto il suo debutto in WWE, alleandosi con Wyatt e Harper per poi attaccare Reigns e Ambrose. Nella puntata di Raw del 31 agosto Strowman ha fatto il suo debutto nel ring, sconfiggendo Ambrose per squalifica. Il 5 settembre, è stato annunciato che Wyatt, Harper e Strowman avrebbero affrontato Reigns, Ambrose e un partner a loro scelta in un six-man tag team match a Night of Champions.
Nella puntata di Raw del 7 settembre Kevin Owens ha interrotto un'intervista dell'Intercontinental Champion Ryback per poi attaccarlo durante un suo match contro Seth Rollins, avvenuto nella puntata di SmackDown del 10 settembre. Il 14 settembre, a Raw, è stato annunciato che Ryback avrebbe difeso il titolo intercontinentale contro Owens a Night of Champions.
Il 23 agosto, a SummerSlam, il New Day (rappresentato da Big E e Kofi Kingston) ha conquistato il WWE Tag Team Championship sconfiggendo i campioni, i Prime Time Players (Darren Young e Titus O'Neil), in un Fatal 4-Way Tag Team match che includeva anche i Lucha Dragons (Kalisto e Sin Cara) ed i Los Matadores (Diego e Fernando). La sera successiva, a Raw, dopo che il New Day ha sconfitto i Lucha Dragons, i Dudley Boyz (Bubba Ray Dudley e D-Von Dudley) hanno fatto ritorno in WWE attaccando i campioni di coppia. La settimana successiva, a Raw, dopo che il New Day ha mantenuto i titoli contro i Prime Time Players, è stato annunciato un match per il WWE Tag Team Championship tra il New Day e i Dudley Boyz per Night of Champions.
A SummerSlam, il match tra Dolph Ziggler e Rusev è terminato con un doppio count-out. Nella puntata di Raw del 7 settembre è stato annunciato che Ziggler e Rusev si sarebbero riaffrontati a Night of Champions.
Il 23 agosto, a SummerSlam, il Team PCB (Paige, Charlotte e Becky Lynch) ha sconfitto il Team Bella (la WWE Divas Champion Nikki Bella, Brie Bella e Alicia Fox) e il Team B.A.D. (Naomi, Sasha Banks e Tamina) in un Three-Team Elimination match. Nella puntata di Raw del 31 agosto Charlotte ha vinto una Beat the Clock challenge match, ottenendo così la nomina di contendente nº 1 al WWE Divas Championship di Nikki Bella. Nella puntata di Raw del 7 settembre è stato annunciato che il match per il titolo tra Charlotte e Nikki si sarebbe svolto nella successiva puntata di Raw; tuttavia, durante tale match, Brie Bella ha preso il posto di Nikki confondendo così Charlotte la quale, senza accorgersene, ha schienato proprio la stessa Brie per vincere il match. Anche se Charlotte ha vinto di fatto l'incontro, Stephanie McMahon ha deciso di annullare la sua vittoria poiché quest'ultima non poteva vincere il titolo senza schienare Nikki. Stephanie ha in seguito deciso di annunciare un rematch per il Divas Championship tra Nikki e Charlotte per Night of Champions, in cui se Nikki avesse perso per count-out o per squalifica sarebbe stata privata del titolo.
A SummerSlam, Neville e Stephen Amell hanno sconfitto Stardust e King Barrett. Nella puntata di SmackDown del 3 settembre Neville avrebbe dovuto affrontare Stardust, ma gli Ascension (Konnor e Viktor) hanno attaccato Neville, alleandosi dunque con Stardust. Nella puntata di Raw del 17 settembre Neville si è alleato con i Lucha Dragons (Kalisto e Sin Cara), attaccando Stardust e gli Ascension. In seguito è stato annunciato che Neville e i Lucha Dragons affronteranno Stardust e gli Ascension nel Kick-off di Night of Champions.

## Risultati
| #       | Incontri | Stipulazioni                                           | Durata |
| ------- | --- | ------------------------------------------------------ | ------ |
| Kickoff | Gli Acension e Stardust hanno sconfitto i Lucha Dragons e Neville                                                | Six-man tag team match                                 | 09:44  |
| 1       | Kevin Owens ha sconfitto Ryback (c)                                                                              | Single match per il WWE Intercontinental Championship  | 09:32  |
| 2       | Dolph Ziggler ha sconfitto Rusev (con Summer Rae)                                                                | Single match                                           | 13:47  |
| 3       | I Dudley Boyz hanno sconfitto il New Day (c) per squalifica                                                      | Tag team match per il WWE Tag Team Championship        | 09:57  |
| 4       | Charlotte (con Becky Lynch e Paige) ha sconfitto Nikki Bella (c) (con Alicia Fox e Brie Bella) per sottomissione | Single match per il WWE Divas Championship             | 12:47  |
| 5       | La Wyatt Family ha sconfitto Chris Jericho, Dean Ambrose e Roman Reigns                                          | Six-man tag team match                                 | 13:04  |
| 6       | John Cena ha sconfitto Seth Rollins (c)                                                                          | Single match per il WWE United States Championship     | 16:01  |
| 7       | Seth Rollins (c) ha sconfitto Sting                                                                              | Single match per il WWE World Heavyweight Championship | 14:56  |